# Drehwurzen
Drehwurzen, auch Wendelähren und Schraubenstendel genannt, bilden die Gattung Spiranthes  in der Familie der Orchideen (Orchidaceae). Die Gattung enthält 33 bis 50 Arten, hauptsächlich aus Nordamerika, aber auch aus Europa, Asien, Afrika und Australien.

## Beschreibung

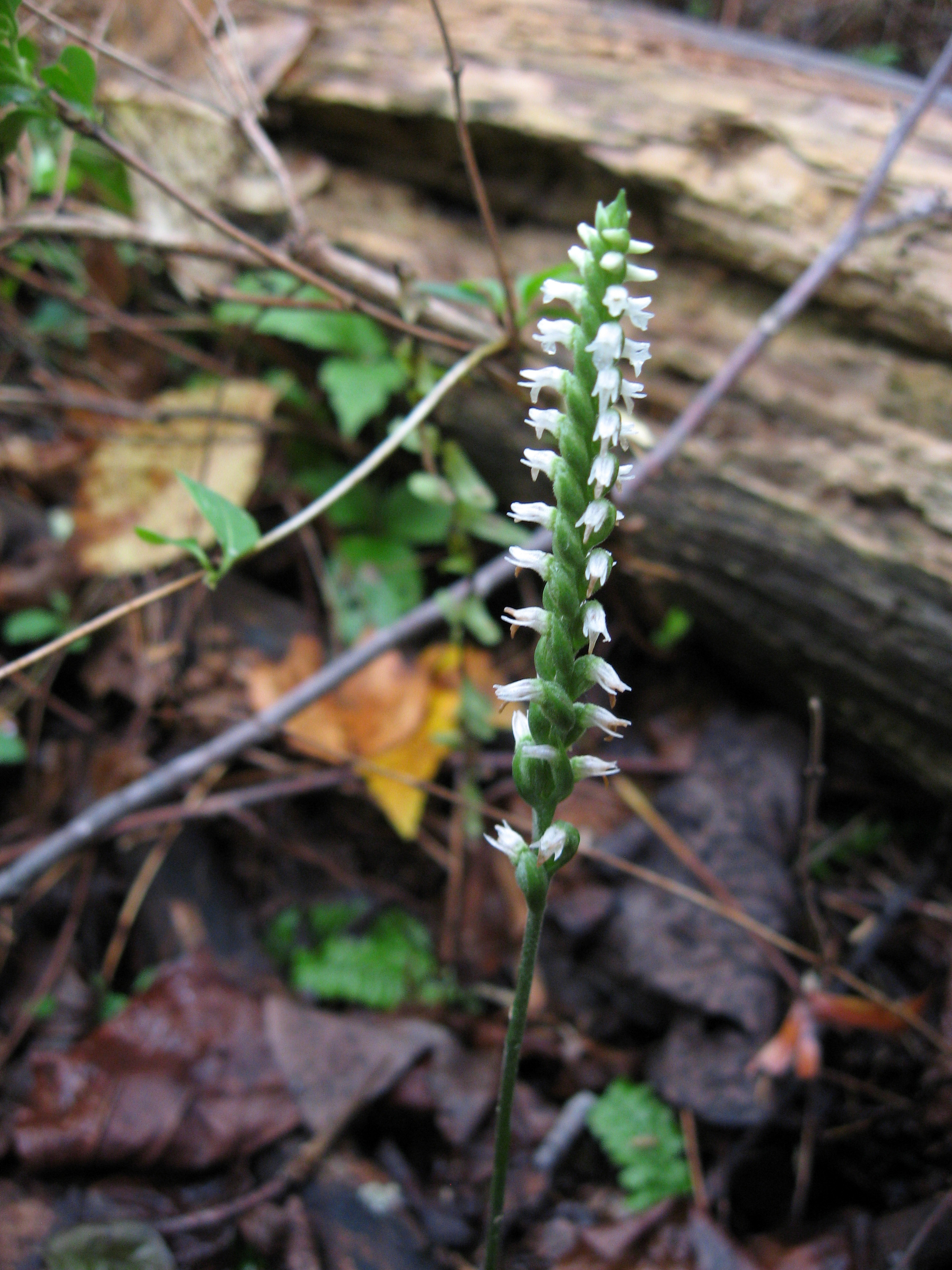
Spiranthes ovalis

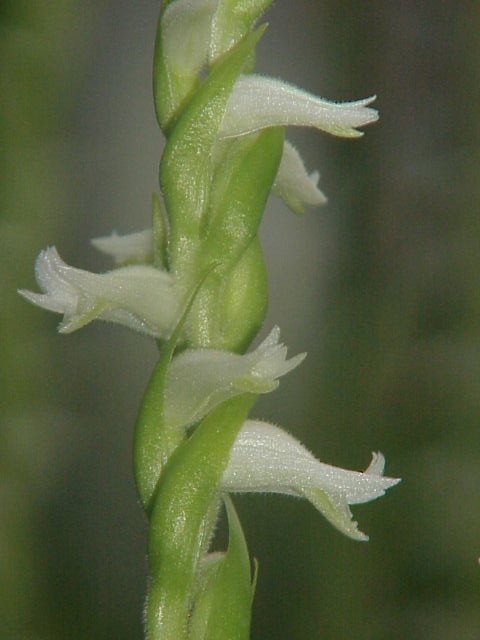
Spiranthes cernua

Die Arten der Gattung Spiranthes sind terrestrisch wachsende, kleine, ausdauernde, krautige Pflanzen. Die Wurzeln entspringen büschelweise an der Basis des Sprosses, sie sind fleischig, schlank zylindrisch bis spindelförmig verdickt, nicht behaart. Die Laubblätter stehen in einer Rosette dicht beieinander, seltener sind sie in der unteren Hälfte des Sprosses verteilt. Die Blattform ist oval bis linealisch, der Blattgrund geht keilförmig ohne Stiel oder mit einem undeutlich abgesetzten Stiel in eine den Stängel umfassende Scheide über. Zur Blütezeit sind die Blätter häufig schon verwelkt.

### Generative Merkmale
Der endständige, aufrechte, traubige Blütenstand enthält viele Blüten, die ein- oder mehrzeilig spiralig angeordnet sind. Der Blütenstandsschaft ist nur im oberen Bereich behaart, oft mit Drüsenhaaren. Die Hochblätter, die den Blütenstandsstiel teilweise verhüllen, sind röhrenförmig und enden spitz. Die Tragblätter sind oval bis lanzettlich und können behaart sein.
Die resupinierten, duftenden, zwittrigen Blüten sind zygomorph und dreizählig. Der Fruchtknoten ist spindelförmig, behaart und verdreht. Er weist nach oben, während die röhrenförmige Blütenhülle waagrecht steht oder leicht nickend ist. Die Blütenhüllblätter sind weiß, hellgelb oder hellgrün, bei wenigen Arten rosafarben. Die Sepalen sind einander ungefähr gleich geformt, nicht miteinander verwachsen, die Außenseite kann etwas behaart sein. Die Ränder der drei äußeren Blütenblätter liegen an der Basis aneinander und formen eine Röhre, die Spitzen sind meist zurückgeschlagen. Die seitlichen Petalen haften an den äußeren Blütenblättern an, sie sind spatelförmig bis lanzettlich. Die Lippe ist an der Basis abrupt verschmälert (genagelt), der Nagel ist kurz und keilförmig. Die Lippe setzt sich mit der längs nach unten gebogenen, im Querschnitt u-förmigen Spreite fort. An der Basis der Spreite befinden sich am Rand zwei verdickte, nach hinten gerichtete Nektardrüsen. Der vordere Rand der Lippe ist häufig gewellt. Die Säule ist kurz und etwas keulenförmig, an der Unterseite ist sie behaart. Das Staubblatt ist oval, es wird teilweise von einem dünnen Gewebe der Säule umhüllt (Klinandrium). Die Pollinien sind gelb, schmal oval mit einer tiefen Längsfurche. Sie hängen – über Stielchen oder direkt – an einer länglichen Klebscheibe (Viscidium). Die Narbe ist halbkreisförmig bis oval. Das Trenngewebe zwischen Narbe und Staubblatt (Rostellum) ist dreieckig, an der Spitze zweilappig mit v-förmigem Einschnitt, die resultierenden Lappen (zwischen denen das Viscidium sitzt) sind dünn und spitz.
Die Kapselfrucht ist oval, sie enthält zahlreiche spindelförmige Samen.

## Ökologie
Als Bestäuber wurden verschiedene Bienen beobachtet, häufig Hummeln (Bombus) und Honigbienen (Apis mellifera), aber auch Vertreter der Halictidae, Megachilidae und Andrenidae. Einige Arten sind selbstbestäubend, hier ist das Rostellum zurückgebildet. Auch Apomixis kommt bei einigen Arten vor.

## Standorte
Drehwurzen kommen bis in Höhenlagen von 3600 Meter vor. Die Standorte sind meist offene, sonnige Stellen, etwa in Grasland oder lichten Wäldern. Meist handelt es sich um frische bis leicht trockene Böden, einige Arten haben sich auf nasse oder zeitweise überflutete Standorte spezialisiert.

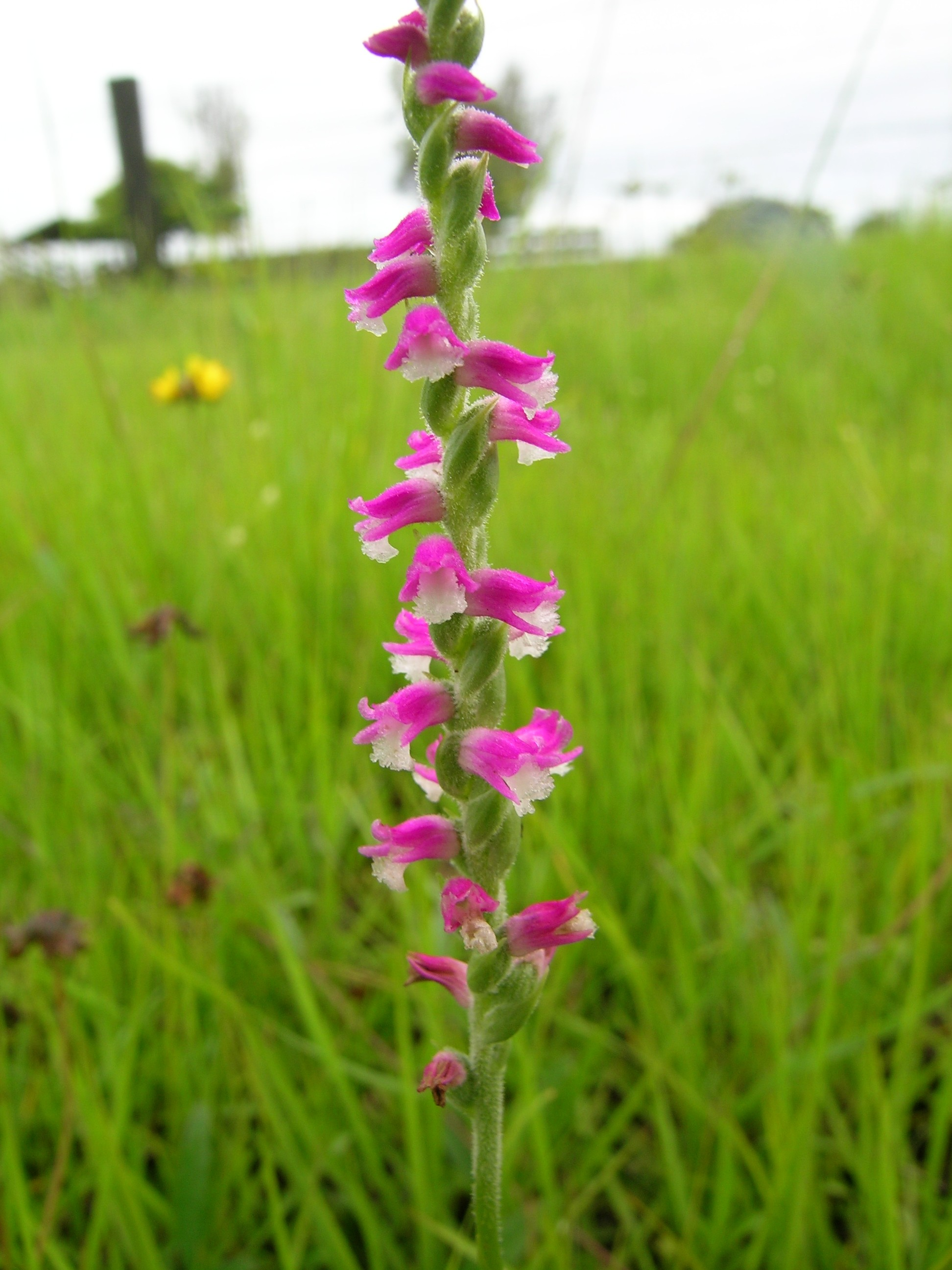
Spiranthes australis

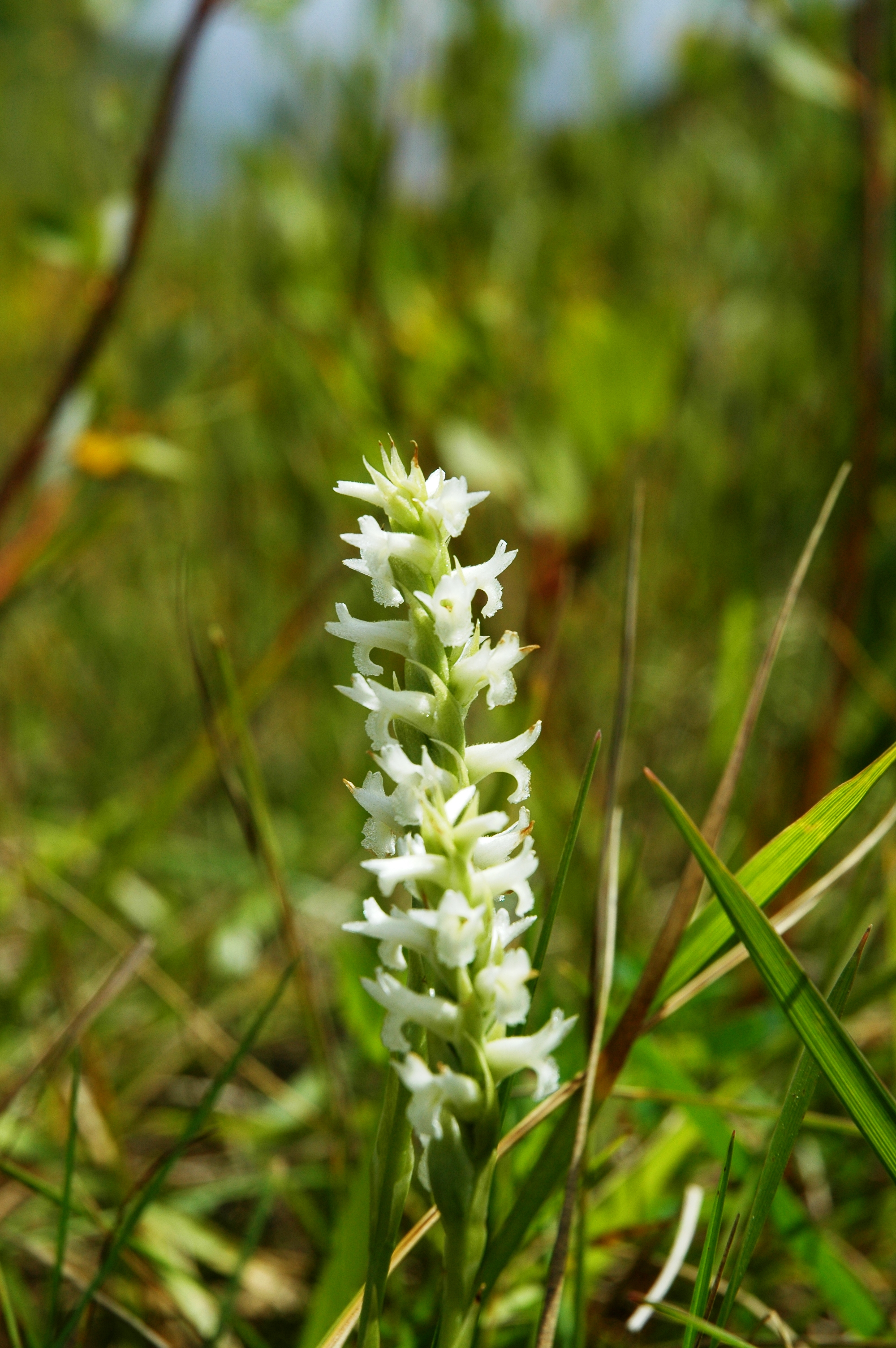
Spiranthes diluvialis

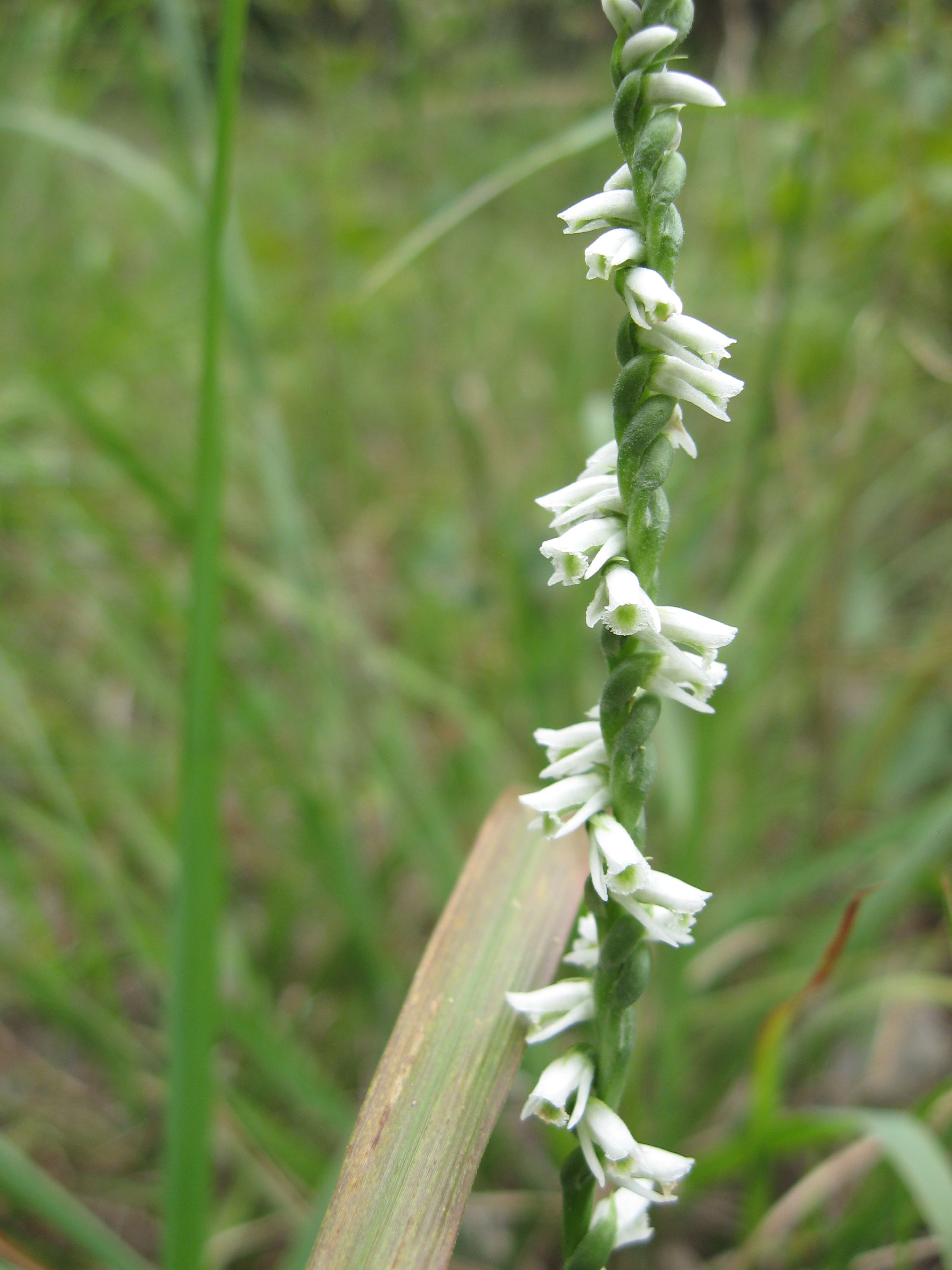
Spiranthes lacera

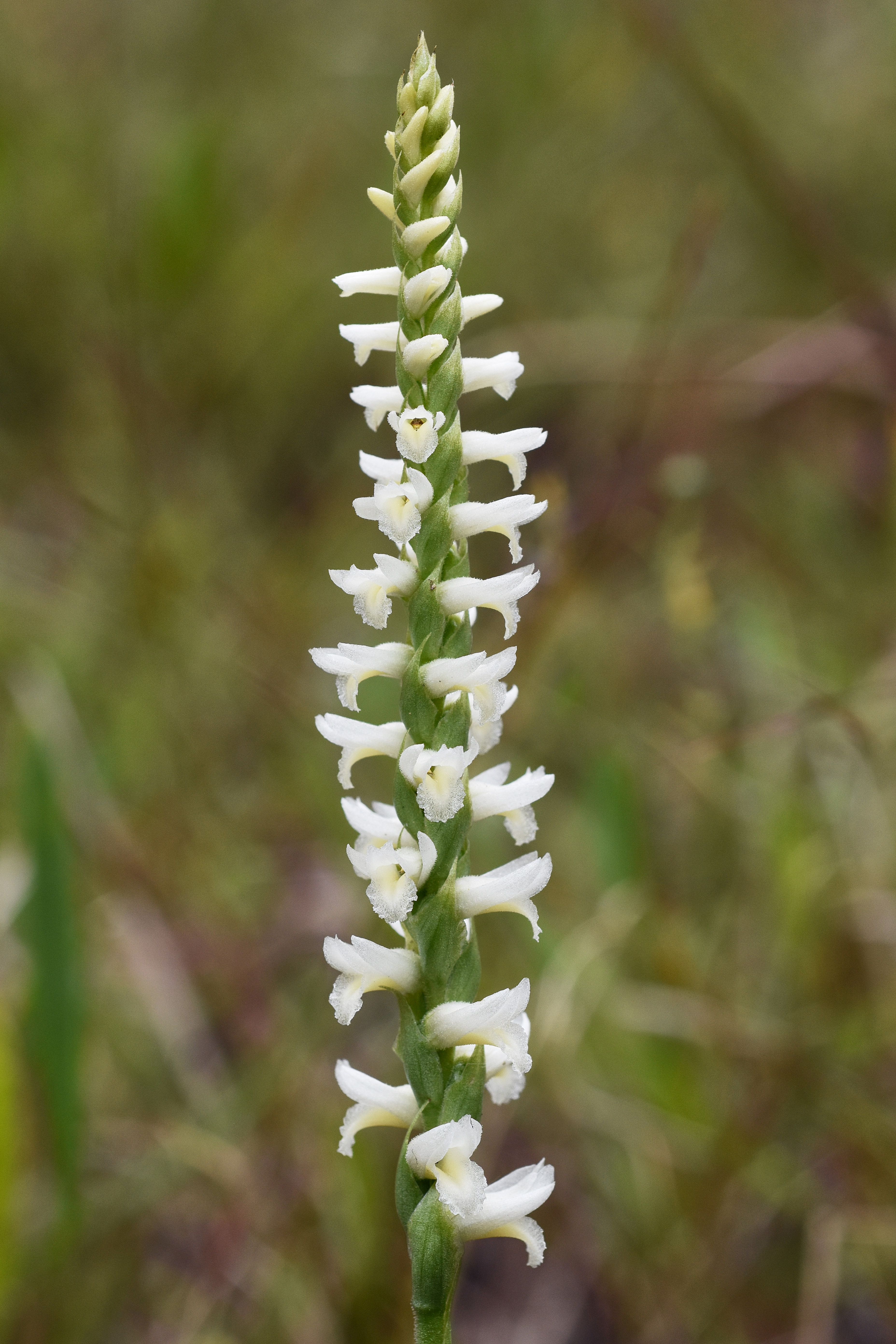
Spiranthes magnicamporum

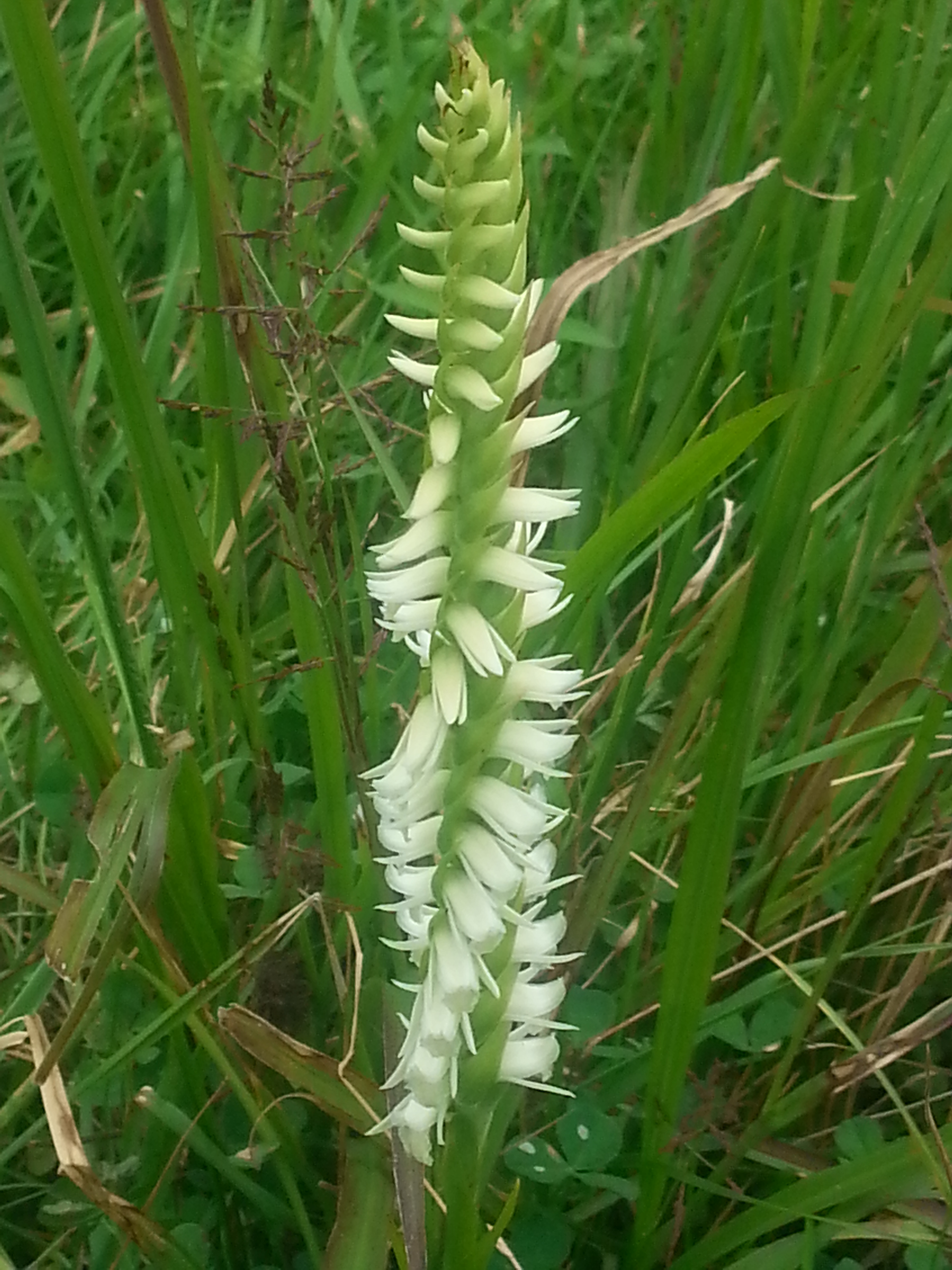
Spiranthes odorata

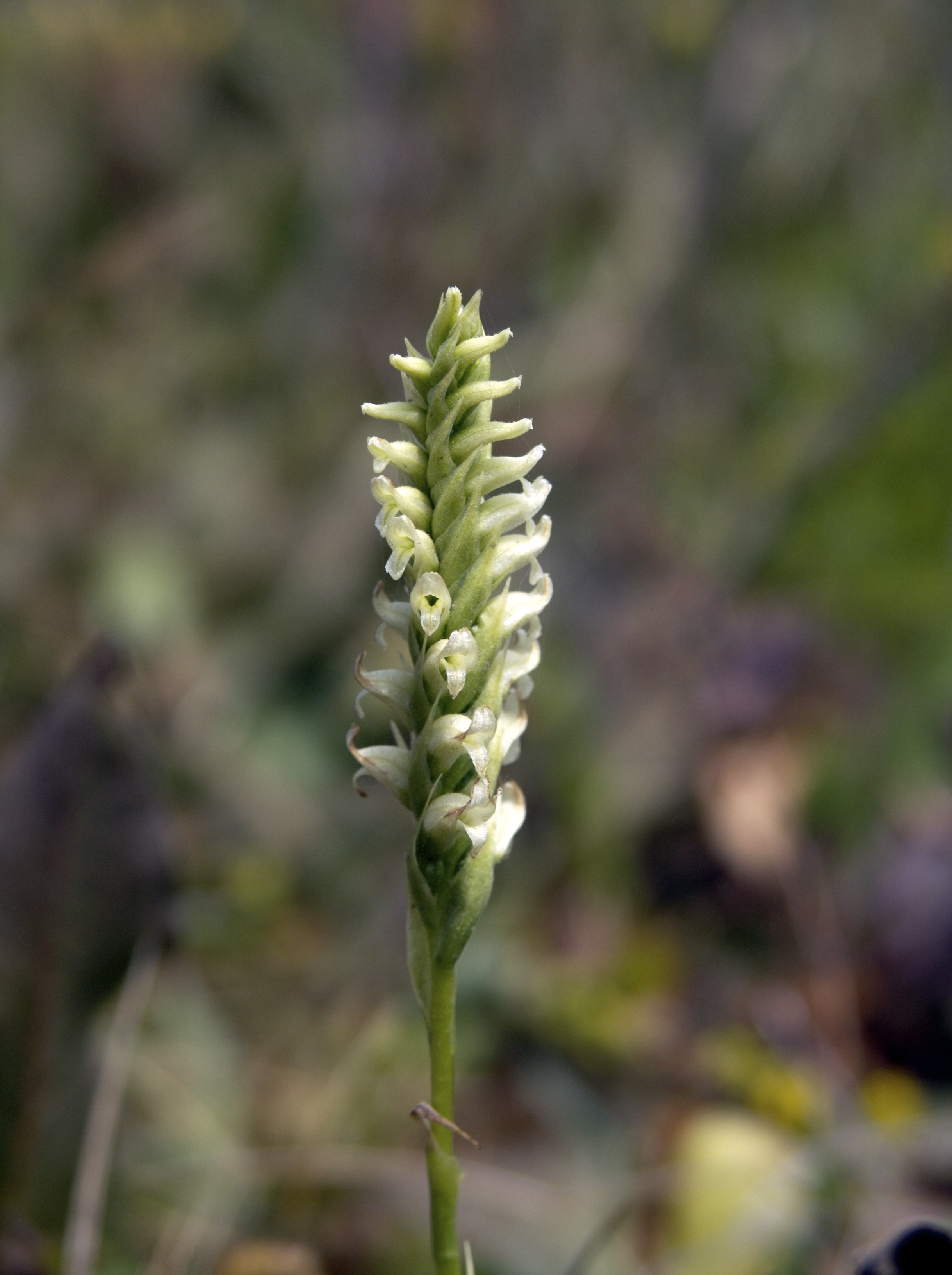
Romanzoffs Drehwurz (Spiranthes romanzoffiana)

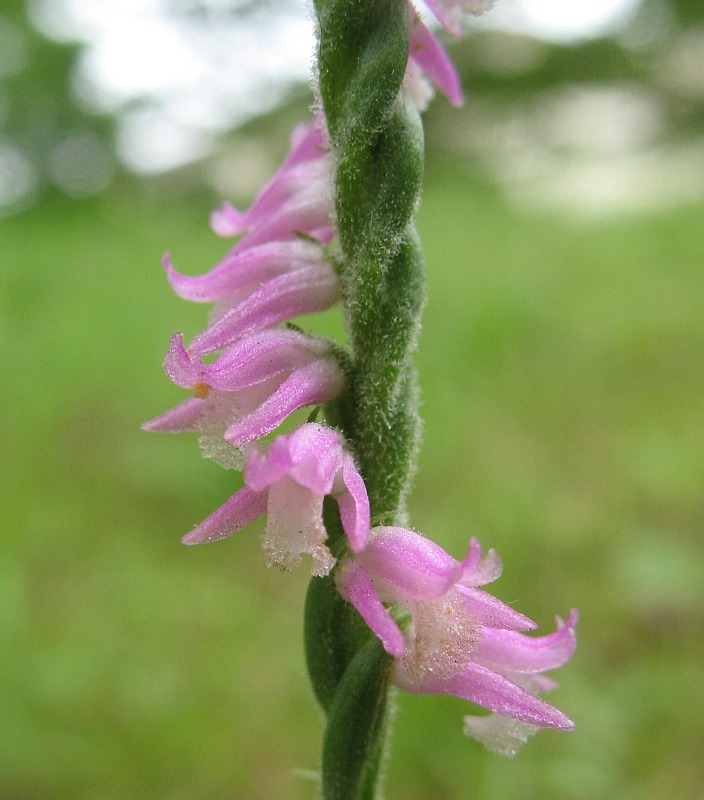
Chinesische Drehwurz (Spiranthes sinensis)

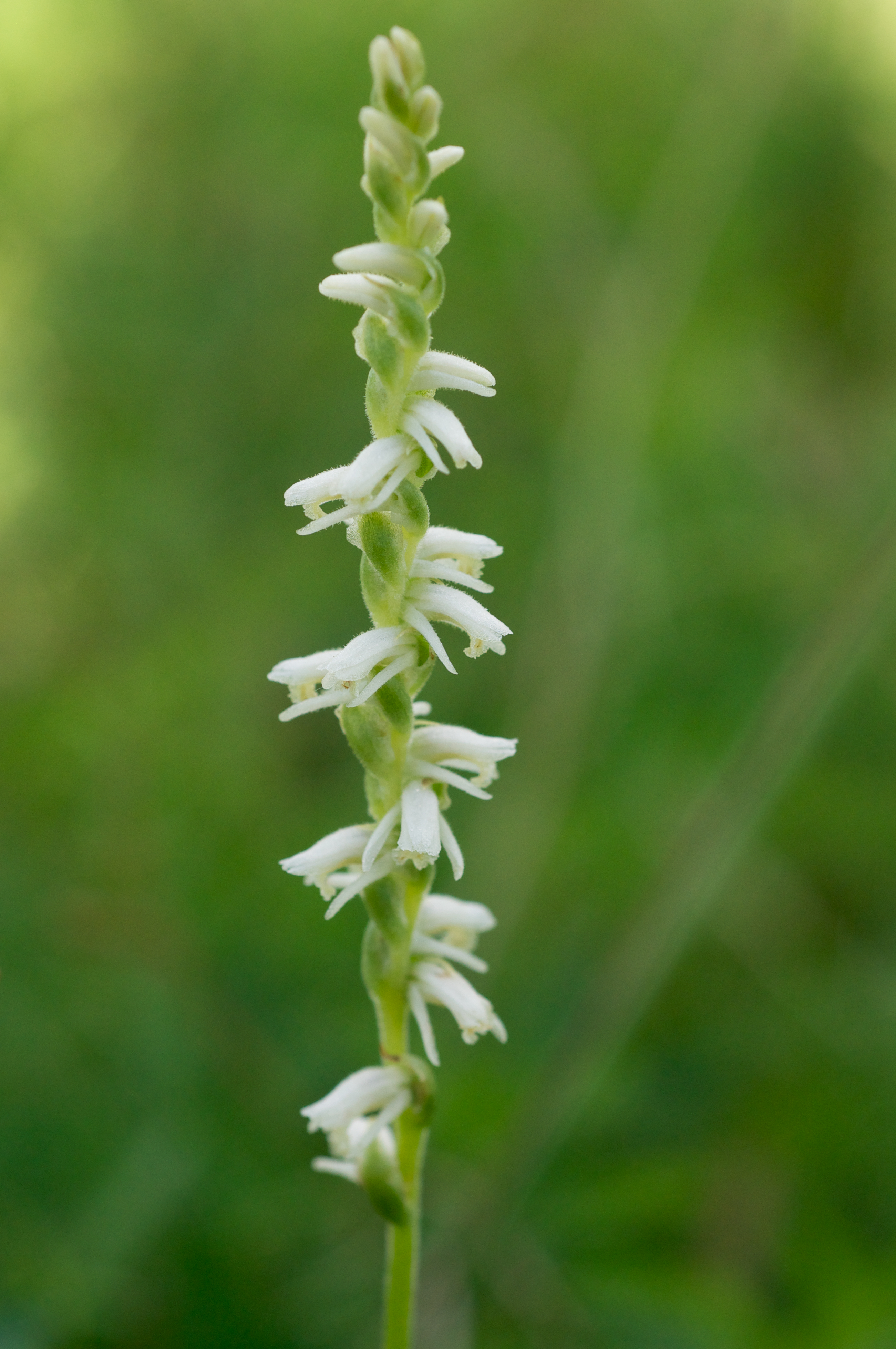
Spiranthes vernalis

## Systematik, botanische Geschichte und Verbreitung
Spiranthes wird innerhalb der Tribus Cranichideae in die Subtribus Spiranthinae eingeordnet. Die Gattung Spiranthes wurde 1817 von Richard in De Orchideis Europaeis Annotationes Seite 20, 28, 36 aufgestellt. Lektotyp ist Spiranthes spiralis. Der Name Spiranthes wurde gegenüber den älteren Bezeichnungen Orchiastrum Ség. und Aristotelea Lour. als nomen conservandum beibehalten. Er leitet sich von den griechischen Worten σπεῖρα speira für „Spirale“ und ἄνθος anthos für „Blüte“, ab.
Nah verwandt mit Spiranthes sind einige zentralamerikanische Gattungen: Deiregyne, Dichromanthus, Mesadenus und Schiedeella.
Die Drehwurzen haben eine fast weltweite Verbreitung. Die größte Artenvielfalt findet man in Nordamerika, aber auch Zentralamerika und der äußerste Norden Südamerikas werden besiedelt. Weitere Arten kommen in Europa, Nordafrika und Asien vor. In Südostasien erstreckt sich das Verbreitungsgebiet über die indonesische Inselwelt bis nach Australien und Neuseeland.
Folgende Arten waren 2003 laut der Checkliste der Kew Gardens in der Gattung Spiranthes enthalten, dies wird von anderen Autoren anders bewertet:
- Sommer-Drehwurz (Spiranthes aestivalis (Poir.) Rich.), kommt in Europa und Nordafrika vor
- Spiranthes arcisepala M.C.Pace: Die 2017 erstbeschriebene Art kommt vom östlichen Kanada bis Virginia vor.[5]
- Spiranthes australis (R.Br.) Lindl. (Syn.: Spiranthes alticola D.L.Jones, Spiranthes angustilabris J.J.Sm., Spiranthes elytra D.L.Jones & R.J.Bates, Neottia australis R.Br.): Sie kommt vom östlichen europäischen Russland bis zu den Inseln im südwestlichen Pazifik vor.[5]
- Spiranthes brevilabris Lindl.: Sie kommt mit beiden Varietäten von den südöstlichen Vereinigten Staaten bis ins östliche Texas vor.[5]
  - Spiranthes brevilabris Lindl. var. brevilabris
  - Spiranthes brevilabris var. floridana (Wherry) Luer
- Spiranthes casei Catling & Cruise: Mit zwei Varietäten:
  - Spiranthes casei Catling & Cruise var. casei: Sie kommt vom östlichen Kanada bis in die nordöstlichen Vereinigten Staaten vor.[5]
  - Spiranthes casei var. novaescotiae Catling: Sie kommt nur in Nova Scotia vor.[5]
- Spiranthes cernua (L.) Rich. (Syn.: Spiranthes parksii Correll): Sie kommt im östlichen Kanada und in den zentralen und östlichen Vereinigten Staaten vor.[5]
- Spiranthes delitescens Sheviak: Dieser Endemit kommt nur im südöstlichen Arizona vor.[5]
- Spiranthes diluvialis Sheviak: Sie kommt von den nordwestlichen Vereinigten Staaten bis Nebraska vor.[5]
- Spiranthes eatonii Ames ex P.M.Br.: Sie kommt von den südöstlichen Vereinigten Staaten bis ins östliche Texas vor.[5]
- Spiranthes flexuosa (Sm.) Lindl. (Syn.: Spiranthes himalayensis Survesw., Kumar & Mei Sun): Sie kommt vom nördlichen Afghanistan bis zum südlich-zentralen Japan und dem westlichen Malesien vor.[5]
- Spiranthes graminea Lindl.: Sie kommt von Mexiko bis Nicaragua vor.[5]
- Spiranthes × heteroaustralis J.M.H.Shaw = Spiranthes praecox × Spiranthes vernalis. Sie kommt in Florida vor.[5]
- Spiranthes × hongkongensis S.Y.Hu & Barretto = Spiranthes flexuosa × Spiranthes sinensis. Sie kommt im südöstlichen China, im östlichen Borneo, in Taiwan und auf den Nansei-Inseln vor.[5]
- Spiranthes igniorchis M.C.Pace: Sie wurde 2017 aus dem südlich-zentralen Florida erstbeschrieben.[5]
- Spiranthes incurva (Jenn.) M.C.Pace: Sie kommt vom südöstlichen Kanada bis zu den nördlich-zentralen und nordöstlichen Vereinigten Staaten vor.[5]
- Spiranthes infernalis Sheviak: Dieser Endemit kommt im südlichen Nevada vor.[5]
- Spiranthes × intermedia Ames = Spiranthes lacera × Spiranthes vernalis: Sie kommt vom südöstlichen Kanada bis zu den nordöstlichen Vereinigten Staaten vor.[5]
- Spiranthes × kapnosperia M.C.Pace = Spiranthes cernua × Spiranthes ochroleuca: Sie kommt in den östlich-zentralen Vereinigten Staaten vor.[5]
- Spiranthes lacera (Raf.) Raf.: Sie kommt in Kanada und in den Vereinigten Staaten vor.[5] Mit zwei Varietäten:
  - Spiranthes lacera var. gracilis (Bigelow) Luer: Sie kommt vom südlichen Ontario bis zu den zentralen und östlichen Vereinigten Staaten vor.[5]
  - Spiranthes lacera (Raf.) Raf. var. lacera: Sie kommt vom zentralen und östlichen Kanada bis zu den östlich-zentralen und nordöstlichen Vereinigten Staaten vor.[5]
- Spiranthes laciniata (Small) Ames: Sie kommt von New Jersey bis ins östliche Texas vor.[5]
- Spiranthes longilabris Lindl.: Sie kommt von den südöstlichen Vereinigten Staaten bis ins östliche Texas vor.[5]
- Spiranthes lucida (H.H.Eaton) Ames: Sie kommt vom südöstlichen Kanada bis in die nördlich-zentralen und die östlichen Vereinigten Staaten vor.[5]
- Spiranthes magnicamporum Sheviak: Sie kommt in den zentralen und östlich-zentralen Vereinigten Staaten und im südlichen Kanada vor.[5]
- Spiranthes nebulorum Catling & V.R.Catling: Sie kommt von Mexiko bis Guatemala vor.[5]
- Spiranthes niklasii M.C.Pace: Sie wurde 2017 aus Arkansas sowie dem östlichen Oklahoma erstbeschrieben.[5]
- Spiranthes ochroleuca (Rydb.) Rydb.: Sie kommt im südöstlichen Kanada und in den östlichen Vereinigten Staaten vor.[5]
- Spiranthes odorata (Nutt.) Lindl.: Sie kommt vom südöstlichen Oklahoma bis in die südöstlichen Vereinigten Staaten vor.[5]
- Spiranthes ovalis Lindl.: Es gibt zwei Varietäten:
  - Spiranthes ovalis var. erostellata Catling: Sie kommt von Ontario bis zu den östlich-zentralen und südöstlichen Vereinigten Staaten vor.[5]
  - Spiranthes ovalis Lindl. var. ovalis: Sie kommt vom östlichen Texas bis ins nördliche Florida vor.[5]
- Spiranthes perexilis (Sheviak) M.C.Pace (Syn.: Spiranthes stellata subsp. perexilis Sheviak)
- Spiranthes porrifolia Lindl.: Sie kommt in den westlichen Vereinigten Staaten vor.[5]
- Spiranthes praecox (Walter) S.Watson: Sie kommt von New Jersey bis ins östliche Texas vor.[5]
- Spiranthes pusilla (Blume) Miq.: Sie kommt nur in Sumatra vor.[5]
- Romanzoffs Drehwurz, Irische Drehwurz oder Amerikanische Drehwurz (Spiranthes romanzoffiana Cham.): Sie kommt vom subarktischen Amerika bis in die nördlichen und westlich-zentralen Vereinigten Staaten vor, auch in Großbritannien und in Irland vor.[5] In Europa gedeiht sie in moorigen und sumpfigen Wiesen in Höhenlagen zwischen 0 und 240 Metern Meereshöhe.[6]
- Spiranthes × simpsonii Catling & Sheviak = Spiranthes lacera × Spiranthes romanzoffiana: Sie kommt vom südöstlichen Kanada bis zu den nördlich-zentralen Vereinigten Staaten vor.[5]
- Chinesische Drehwurz (Spiranthes sinensis (Pers.) Ames): Sie kommt von Assam bis ins südlich-zentrale Japan und Neukaledonien vor.[5]
- Herbst-Drehwurz (Spiranthes spiralis (L.) Chevall., Syn.: Spiranthes autumnalis (Balb.) Rich.): Sie kommt in Europa, in Vorderasien bis zum zentralen Himalaja und in Nordafrika vor.[5]
- Spiranthes × stellata P.M.Br., Dueck & K.M.Cameron =  Spiranthes perexilis × Spiranthes romanzoffiana: Sie kommt im zentralen Kalifornien vor.[5]
- Spiranthes suishanensis (Hayata) Schltr.: Dieser Endemit kommt nur im südlichen Taiwan vor.[5]
- Spiranthes sunii Boufford & Wen H.Zhang: Sie kommt nur in der chinesischen Provinz Gansu vor.[5]
- Spiranthes sylvatica P.M.Br.: Sie kommt nur in Florida vor.[5]
- Spiranthes torta (Thunb.) Garay & H.R.Sweet: Sie kommt von Mexiko bis Costa Rica und vom südlichen Florida bis in die Karibik und außerdem in Französisch-Guayana vor.[5]
- Spiranthes triloba (Small) K.Schum.: Sie kommt nur in Florida vor.[5]
- Spiranthes tuberosa Raf.: Sie kommt in den östlichen und in den östlich-zentralen Vereinigten Staaten vor.[5]
- Spiranthes vernalis Engelm. & A.Gray: Sie kommt von den östlichen und östlich-zentralen Vereinigten Staaten bis Guatemala und außerdem auf den Bahamas vor.[5]
- Spiranthes × zahlbruckneri H.Fleischm. = Spiranthes aestivalis × Spiranthes spiralis: Sie kommt in Europa vor.[5]

Dazu kommt:
- Spiranthes hachijoensis, 2023 erstbeschriebene Art, die in Japan vorkommt und Spiranthes australis ähnelt, jedoch haarlosen Blütenstiel aufweist.[7][8]